# Альпийская баллада
«Альпийская баллада» (бел. Альпійская балада) — повесть белорусского писателя Василя Быкова, написанная в 1963 году. 
Первая публикация на русском языке была в журнале «Огонёк» (№ 12-16 за 1964 год). Следующая публикация была в тот же год в «Роман-газете» (№ 19), для которой Быков переработал и дополнил текст.

## Сюжет
Во время Второй мировой войны в Альпах случайно встречаются бежавшие из концлагеря советский солдат белорус Иван и итальянская девушка Джулия. Иван собирается пробираться на восток, а девушку отсылает в сторону итальянского Триеста, но та не хочет оставаться одна и идёт за ним. Вместе они проводят в Альпах три дня, спасаясь от преследования, пока немцы не настигают беглецов. Диалог между ними идёт на разных языках.
Голодные, измученные, преследуемые погоней узники борются за свою жизнь и свободу на фоне прекрасных пейзажей альпийской природы, как бы существующей вне времени; в этом контрасте умиротворяющего ландшафта и постоянно висящей над беглецами опасности между мужчиной и женщиной зарождается любовь.

## Смысл названия
В названии произведения автор отметил местность, которая стала местом испытания героев на мужество и выносливость. В
Альпах Иван и Джулия познали любовь, почувствовали наивысшее счастье. Суровая и прекрасная природа Альп созвучна событиям и чувствам героев. Повесть Василий Быков называет балладой, потому что герои переживают романтические приключения, они способны к самопожертвованию, а их любовь противопоставлена насилию и смерти. С европейской балладой произведение роднят напряжённый сюжет и динамичность.

## История создания
В своих мемуарах «Долгая дорога домой» Быков утверждал, что придумал сюжет повести на основе реальной истории: будучи в 1945 году в австрийской части Альп, он встретил бывшую узницу концлагеря из Италии «в полосатой куртке и чёрной юбочке», которая искала Ивана:
Понятно, Иванов у нас было много, но ни один из них не показался ей тем, кого она искала. Мы спросили, какого именно Ивана она ищет. Девушка рассказала примерно следующее: её зовут Джулия, она итальянка из Неаполя. Год назад, летом 44-го, во время бомбежки военного завода она убежала в Альпы, где встретила русского военнопленного. Несколько дней они блуждали в горах, голодные, без теплой одежды, перешли горный хребет и однажды в туманное утро напоролись на полицейскую засаду. Её схватили и снова бросили в лагерь, а что случилось с Иваном, она не знает.
Восемнадцать лет спустя писатель написал повесть, которая имела несколько рабочих названий. Одно из них — «О чём шумят клёны». В первой редакции повести Джулия погибала от руки Ивана, не желавшего отдать на растерзание фашистам свою любовь.
Незадолго до смерти, будучи в Праге, Быков, со слов журналиста Виталия Тараса, заявил последнему, что сюжет повести был целиком вымышлен. В противовес этому актриса Любовь Румянцева, которая сыграла Джулию в экранизации, в 2008 году заявила, что на съёмках Быков лично сказал ей, что Джулия — реальный человек и живёт в Риме.

## Композиция
В повести двадцать четыре главы и эпилог. В композицию входят также лирические отступления в виде истории о побеге из лагерного заключения Ивана и символический сон юноши.
Автор в качестве элемента использует эпистолярное стилевое оформление — письма главной героини, которая осталась благодаря любимому живой и родила от белорусского юноши сына. Эпилог — также письмо главной героини.

## Экранизации
Фильм «Альпийская баллада» киностудии «Беларусьфильм» (1966). 